# Turbomeca Makila
Le Turbomeca Makila est un turbomoteur français fabriqué par Safran (anciennement Turbomeca). Destiné à équiper les hélicoptères lourds (de 9 à 12 tonnes), sa puissance maximale sur l'arbre va de 1 800 ch (1 323,7 kW) à 2 100 ch (1 544,3 kW).
En 2012, quelque 2 200 exemplaires de ce moteur avaient été produits, dont 500 Makila 2, et avaient accumulé plus de 10 millions d'heures de fonctionnement.

## Historique

### LeMakila 1
S'appuyant sur l'expérience gagnée en concevant le cœur de l’Astazou XX, Turbomeca (désormais Safran Helicopter Engines) a lancé le développement de la première version du Makila, le Makila 1A de 1 800 ch (1 323,7 kW), en 1973. Il avait pour objectif de motoriser l'hélicoptère de transport moyen AS.332 Super Puma, version agrandie et modernisée du SA.330 Puma. Le Makila 1A a été démarré pour la première fois fin 1976 et réalisé ses premiers essais en vol en juin 1977 à bord d'un Puma modifié, le SA.331 Puma Makila. Il a reçu sa certification en 1980. Dès 1984 était mise en route la production d'une version plus puissante, le Makila 1A1, produisant une puissance sur l'arbre de 1 820 ch (1 338,4 kW).
La version Makila 1A2, destinée au Super Puma Mk.2, est entrée en production en 1991. Il a été le premier turbomoteur au monde à être certifié avec des aubes de turbine monocristallines, et un régime de fonctionnement d'urgence avec puissance augmentée durant une période pouvant atteindre 30 secondes. Un dérivé de ce moteur, le Makila 1K2 a été choisi pour équiper l'hélicoptère d'attaque sud-africain Denel AH-2 Rooivalk.

### LeMakila 2
À la fin des années 1990, SAFRAN lance la version évoluée du Makila 1, le Makila 2, dont la puissance passe à 2 000 ch (1 470,8 kW), et qui intègre un nouveau compresseur axial et centrifuge, ainsi qu'une turbine libre à deux étages dotée d'ailettes renforcées. La particularité de cette turbine est de disposer d'un système nouveau désigné « blade shedding », qui permet de confiner les morceaux à l'intérieur de l'enveloppe du moteur si une rupture interne venait à apparaître. Ces évolutions font du Makila 2 un moteur fiable et performant, apprécié pour les missions de transport en mer, vers les plateformes pétrolières. Le Makila 2A, certifié en 2004 équipe l'hélicoptère EC.225 Super Puma, devenu ensuite H.225 depuis le changement de nom de l'entreprise Eurocopter pour Airbus Helicopters. Son intervalle d'utilisation entre deux révisions majeures est de 2 500 heures.
En 2014, Safran Helicopter Engines a lancé le développement du Makila 2B. Toujours en développement, il est lui-aussi destiné à motoriser le H.225 d’Airbus Helicopters.

## Caractéristiques
Les turbomoteurs Makila disposent d'une architecture modulaire : une entrée d'air, un compresseur doté de trois étages axiaux et d'un centrifuge, une chambre de combustion annulaire à flux direct et injection centrifuge de carburant, et une turbine à deux étages. Une turbine libre à deux étages est chargée d'extraire des gaz l'énergie mécanique pour entraîner l'arbre de sortie du moteur.
Les dernières versions du Makila intègrent une régulation numérique pleine autorité de type FADEC (Full Authority Digital Engine Control), qui permet d'alléger la charge de travail des pilotes et d'accroître la sécurité durant la mission.

## Versions
(Note : La puissance OEI, pour « One Engine Inoperative », correspond à la puissance d'urgence en cas de panne d'un des deux moteurs)
- Makila 1A : 1 800 ch (1 323,7 kW)
- Makila 1A1 :
• Puissance au décollage : 1 820 ch (1 338,4 kW)
• Puissance en croisière : 1 589 ch
• Puissance OEI : 1 877 ch ;
- Makila 1A2 :
• Puissance au décollage : 1 845 ch (1 376 kW)
• Puissance en croisière : 1 657 ch
• Puissance OEI : 2 109 ch;
- Makila 1K2 : Makila 1A2 pour le Denel AH-2 Rooivalk. 1 904 ch (1 420 kW) ;
- Makila 2 : 2 000 ch (1 470,8 kW), dispose d'une sécurité améliorée contre les défaillances internes ;
- Makila 2A :
• Puissance au décollage : 2 140 ch (1 573,5 kW)
• Puissance en croisière : 1 970 ch
• Puissance OEI : 2 415 ch ;
- Makila 2A1 : 2 382 ch (1 776 kW) ;
- Makila 2B : Développement commencé en 2014, toujours en cours.

## Applications

### Hélicoptères
- Sud-Aviation SA.330 Puma : 
  - SA.330S : Version améliorée du SA.330 L ;
  - SA.331 Puma Makila : Appareil de tests moteur pour le futur Super Puma ;
  - Atlas Oryx (en) : Deux Makila 1A1 de 1 900 ch (1 400 kW) ;
  - Westland Puma HC Mk.2 : Deux Makila 1A1 de 1 900 ch (1 400 kW).
- Aerospatiale AS.332 Super Puma : Deux Makila 1A2 de 1 845 ch (1 376 kW) ;
- Aerospatiale AS.532 Cougar :
  - AS.352 UL/AL : Deux Makila 1A1 de 1 589 ch (1 185 kW) ;
  - AS.352 SC : Deux Makila 1A1 de 1 589 ch (1 185 kW).
- Denel AH-2 Rooivalk : Deux Makila 1K2 de 1 904 ch (1 420 kW) ;
- Eurocopter EC.725 Caracal : Deux Makila 1A4, 2A de 2 140 ch (1 573,5 kW) ou 2A1 de 2 382 ch (1 776 kW) ;
- IAR 330 SM : Deux Makila de version inconnue.

### Train
- Turboliner (en) : Deux turbomoteurs Makila T1 de 1 600 ch (1 200 kW).